# Phyllodytes kautskyi
Phyllodytes kautskyi är en groddjursart som beskrevs av Peixoto och Cruz 1988. Phyllodytes kautskyi ingår i släktet Phyllodytes och familjen lövgrodor. IUCN kategoriserar arten globalt som livskraftig. Inga underarter finns listade i Catalogue of Life.